# Norís
Norís es una localidad perteneciente al municipio de Alins, en la provincia de Lérida, comunidad autónoma de Cataluña, España. 

## Geografía humana

### Demografía
| Gráfica de evolución demográfica de Noris entre 1842 y 1920 |
| |
| Población de derecho según los censos de población del INE Población de hecho según los censos de población del INEEntre el censo de 1930 y el anterior, este municipio desaparece porque se integra en el municipio 25017 (Alins) |

En 2019 contaba con 9 habitantes.